# Sierra de Cogollos
La sierra de Cogollos es un pequeño conjunto montañoso situado en el municipio español de Cogollos Vega, en la provincia de Granada. A pesar de ser pequeña y estar rodeada de otras sierras, su singularidad entre las sierras que la rodean es importante derivado de motivos geológicos principalmente.
Su altura más representativa es el peñón de la Mata, peñón calizo de 1668 m s. n. m. situado encima del núcleo de población de Cogollos Vega, y lugar muy representativo en el municipio. 

## Localización
La sierra de Cogollos está sitúa en el término municipal de Cogollos Vega casi exclusivamente, minoritariamente aparece el término de Huétor Santillán en sus faldas orientales. La mayoría de ella forma parte del parque natural de Sierra de Huétor. Su cima más representativa es el peñón de la Mata (1668 m), justo encima del núcleo urbano de Cogollos Vega, aunque su cima más elevada es el peñón de Majalijar (1878 m) en el extremo opuesto de la sierra. 
Al este limita con la vega; al norte se separa de sierra Arana por el valle de río Blanco en muy poco espacio; el sector nororiental se va mezclando con sierra Arana; al sur aparece separada de la sierra de la Yedra por el estrecho valle del río Bermejo.

## Geología
Los materiales predominantes en la misma son los materiales propios de la denominada Dorsal Bética, sector muy marginal dentro de la zona interna (presenta muy pocos afloramientos) de las Cordilleras Béticas. Estos materiales de la dorsal son el hecho que individualiza este conjunto montañoso de las sierras que la rodean como la sierra de la Yedra (donde aflora el complejo maláguide) o sierra Arana (unidad subbética). Son materiales sedimentarios, predominantemente calizas, con variedades de transición de estas hasta margas, también aparecen dolomías y lutitas formados en el triásico, jurásico, cretácico y también incluso en el terciario. 